# Comitatul Henrico, Virginia
Comitatul Henrico (în engleză Henrico County) este un comitat din statul Virginia, Statele Unite ale Americii.